# مارکوس جی. رانوم
مارکوس جی. رانوم (به انگلیسی: Marcus J. Ranum) (زاده ۵ نوامبر ۱۹۶۲، در نیویورک، ایالات متحده) یک پژوهشگر امنیت رایانه و شبکه است. او به‌خاطر نوآوری‌هایش در زمینه دیوارهای آتش، ساخت اولین سرور ایمیل اینترنتی برای کاخ سفید (دامنه: Whitehouse.gov), و سیستم‌های تشخیص نفوذ شناخته می‌شود. رانوم با در تعدادی از شرکت‌های امنیتی رایانه دارای سمت‌های فنی و مدیریتی بوده و عضو هیئت علمی پژوهشگاه امنیت شبکه کاربردی (Institute for Applied Network Security) است.